# Rousettus aegyptiacus
Rousettus aegyptiacus hay dơi ngựa nâu Ai Cập là một loài động vật có vú trong họ Dơi quạ, bộ Dơi. Loài này được E. Geoffroy mô tả năm 1810.

## Phân bố
Loài này được tìm thấy tại nhiều nơi ở châu Phi (trừ các vùng hoang mạc của Sahara) và tại Trung Đông, xa về phía đông tới Pakistan và miền đông Ấn Độ. Do phạm vi phân bố địa lý rộng và số lượng tương đối nhiều trong tự nhiên, Rousettus aegyptiacus được IUCN xem là loài ít quan tâm.

## Hình ảnh

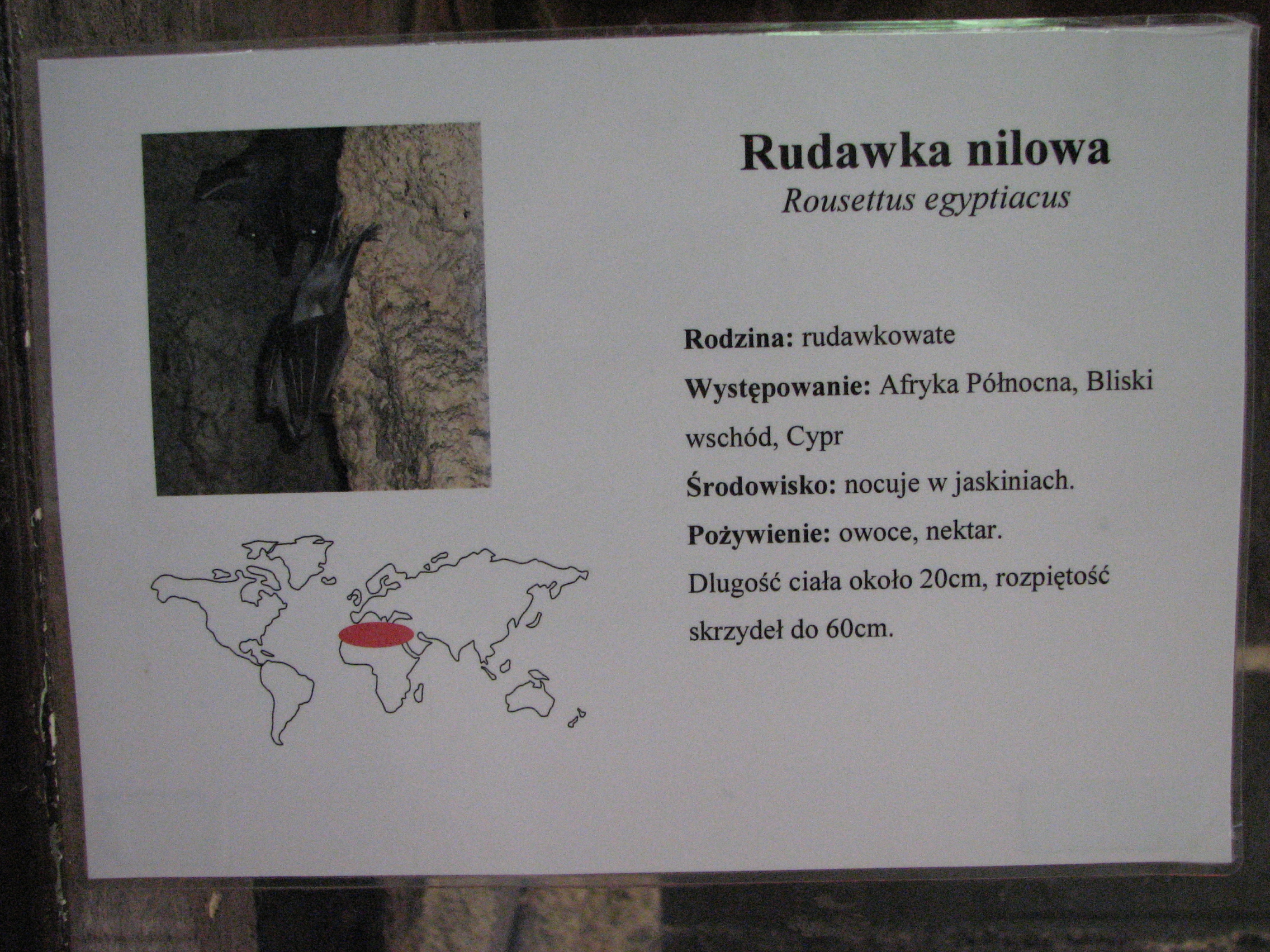
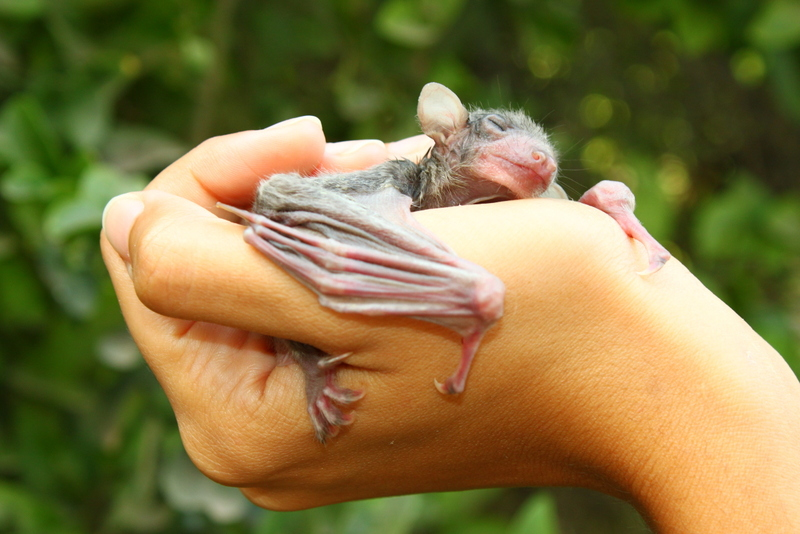
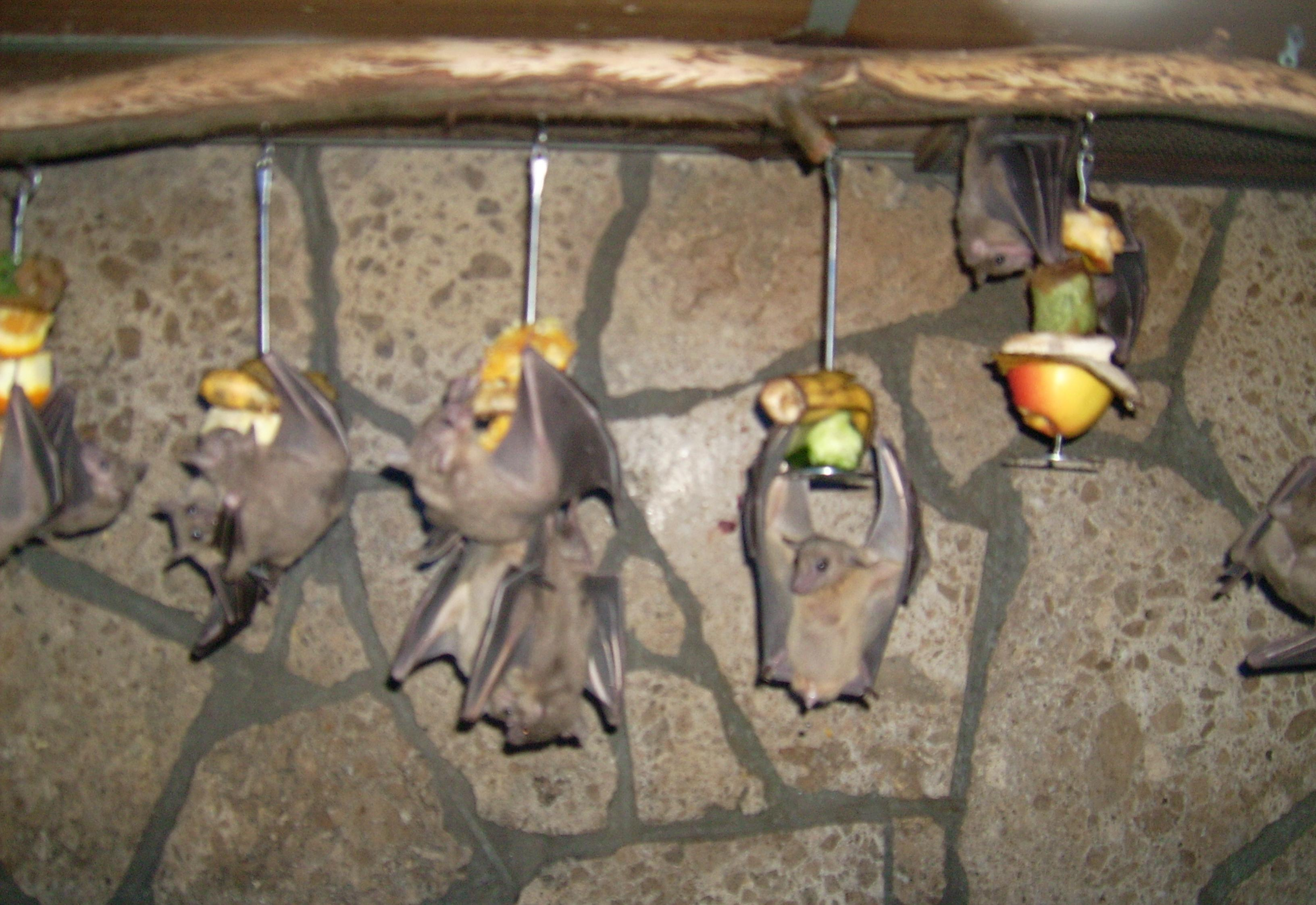
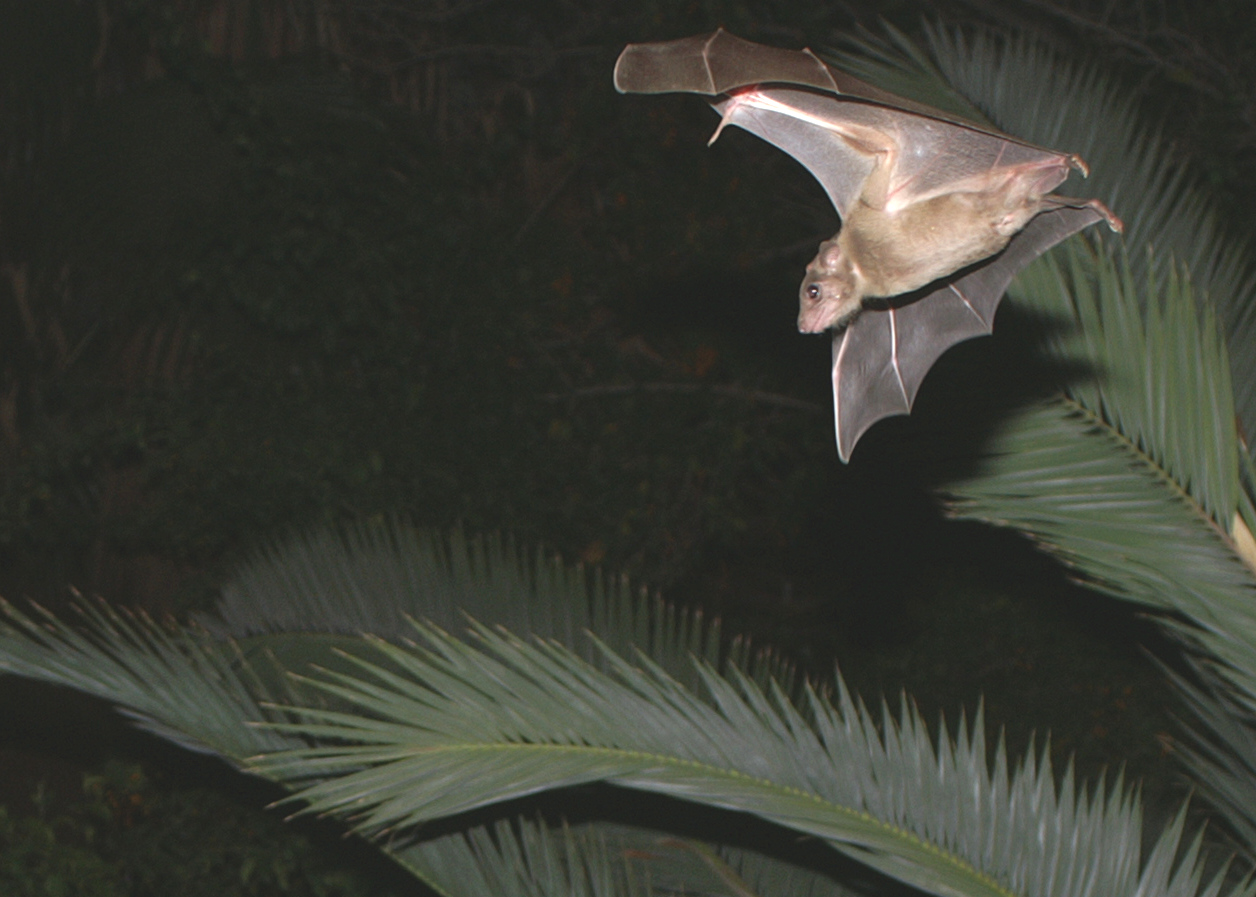